# Гарс Телеком
«Гарс Телеком» — российский оператор связи, ориентированный на работу в B2B сегменте (корпоративные клиенты, рынки девелопмента офисной, гостиничной, индустриальной недвижимости, операторы связи) и B2C (премиальный сегмент).Обладает полным набором лицензий Минсвязи, в том числе, федерального уровня + лицензиями Федерального агентства по строительству и ЖКХ. Предоставляет телеком-сервисы полного цикла — фиксированная и мобильная связь, доступ в интернет, аренда и строительство каналов и инфраструктур, системная интеграция и поставка оборудования, консалтинг и телеком-аутсорсинг, отраслевые решения. Обладая представительствами в Москве, Санкт-Петербурге и партнерской сетью федерального уровня, «Гарс Телеком» реализует в интересах клиентов проекты на территории России.
По итогам 2014 г. портфель площадей, на которых «Гарс Телеком» оказывает услуги, составляет 8,5 млн км².  С III квартала 2015 года входит в структуру активов ПАО «Мегафон». 

## Основные направления деятельности
- Фиксированная телефония;
- IP телефония (VoIP);
- Объединение фиксированной и мобильной связи (FMC);[3]
- Передача данных, доступ в интернет;
- Беспроводной доступ;
- Телеком-аутсорсинг;[4][5]
- Телеком-консалтинг;
- Управление ИТ-бюджетом;
- Системная интеграция;
- Аренда каналов связи;
- Виртуальные корпоративные сети (VPN);
- Беспроводное видеонаблюдение;
- Интеллектуальноемкие сервисы;
- Облачные сервисы (IaaS, SaaS, BaaS).

«Гарс Телеком» вместе с «Комстаром − Объединённые ТелеСистемы» и «Голден Телеком» находится в составе «большой тройки» «телекомов» для коммерческой недвижимости

## История
1999 — 2001 гг. — Строительство собственной сети передачи данных. Получение лицензий Минсвязи РФ на предоставление услуг местной телефонной связи, телематических служб и передачи данных. Бизнес-модель Гарс Телеком — обеспечение телекоммуникациями арендаторов коммерческой недвижимости премиальных классов.
2002 г. Получение лицензий Госстроя РФ на строительство и Минсвязи РФ на аренду каналов. Формирование основного ядра инфраструктуры компании с центром управления в Институте космических исследований Российской Академии Наук (ИКИ РАН)
2003 г. Статус первого российского виртуального оператора мобильной связи для корпоративного сегмента (MVNO, B2B MVNO).
Запуск ряда инновационных сервисов, в том числе, услуга беспроводного доступа и конвергенции фиксированной и мобильной связи FMC.
2004 г. Интеграция сети «Гарс Телеком» в международную сеть партнёрской компании с точками присутствия в Центральной и Восточной Европе, Азии и Африке. Вывод на российский рынок специализированного телеком-решения для коммерческой недвижимости — «Локальный оператор здания» (BLEC, Building Local Exchange Carrier), а также развивает практику телеком-консалтинга на российском рынке девелопмента.
2005 г. Развитие отечественной практики телеком-консалтинга, управления ИТ бюджетом клиента и телеком-аутсорсинга.
2007 г. Открытие представительства в Санкт-Петербурге.
2009 г. Смена стратегии с фокусом на увеличение доли рынка. Первый результат — почти двукратный рост числа обслуживаемых бизнес-центров на конец года (+96 %).
Старт процессов ребрендинга с учетом новой стратегии.
2010-2011 г. Формирование стратегии федерального развития: лицензии Федерального оператора связи, интеграция с партнерской сетью по обеспечению «последних миль» в регионах (50 магистральных узлов, 180+ точек присутствия на территории РФ).

Специализация — управление телекоммуникациями крупных клиентов c территориально-распределенной сетью представительств.
В сентябре 2015 года компания Мегафон приобрела активы ГарсТелеком за 2.2 млрд рублей для усиления позиций на рынке фиксированной связи и в сегменте B2B.

## Финансовые показатели
В первом полугодии 2014 г. совокупная выручка группы компаний «Гарс Телеком» составила 633’125 тыс. руб., что на 17,9 % больше аналогичного периода прошлого года.
Динамика выручки «Гарс Телеком»:
| Дата                | Выручка, тыс. руб. | Прирост к предыдущему году, % |
| ------------------- | ------------------ | ----------------------------- |
| 2006 г.             | 249 941            | 46,5                          |
| 2007 г.             | 411 901            | 64,8                          |
| 2008 г.             | 528 178            | 28,2                          |
| 2009 г.             | 532 462            | 1                             |
| 2010 г.             | 653 323            | 22,7                          |
| 2011 г.             | 848 900            | 29,9                          |
| 2012 г.             | 1 014 800          | 19,5                          |
| I полугодие 2013 г. | 536 663            | 18,7 (аналогичного периода)   |
| I полугодие 2014 г. | 633 125            | 17,9 (аналогичного периода)   |

## Рейтинги и статус
5 место в рейтинге Института Экономический Стратегий РАН «Самые стратегичные телеком-компании».
13 место в общем рейтинге операторов связи по годовой выручке от услуг фиксированной телефонии, составленному ComNews для "Энциклопедии связи и вещания".
Корпоративный журнал Гарс Телеком получил золото в международном конкурсе The Spotlight Awards 2014 в номинации «Печатные коммуникации: корпоративный журнал».
23 место в общем рейтинге крупнейших телекоммуникационных компаний России (в рамках аналитического обзора CNews Telecom 2014).
5 место в рамках рэнкинга "Эксперт РА" по показателю суммарной выручки и объему реализации в 2013 году. Группа компаний Гарс Телеком в очередной раз вошла в топ-10 компаний лидеров в предоставлении услуг в области телекоммуникаций, закрепив свои позиции аналогично прошлому году на 5 месте.
«Максимальный уровень доверия»: «Гарс Телеком» ежегодно получает признание как одна из самых открытых компаний российского рынка ИКТ (Эксперт РА)
Лучший спонсорский спортивный проект-2014: Гарс Телеком - лауреат премии "Спортивная Россия" за участие в благотворительном велосипедном пробеге "Спорт во благо" фонда детей с синдромом Дауна "Даунсайд Ап".
РАНЕЕ:
Оператор связи № 1 на рынке телеком-аутсорсинга, национальная премия «Атланты бизнеса»
Лучший HR проект: «Талантократия» — лауреат премии «InterComm 2010» в номинации «Приоритетный выбор» — внутрикорпоративные коммуникации для продвижения HR-бренда
Гран При конкурса корпоративных интранет-порталов «Best Intranet Russiа 2010»